# New Found Power
New Found Power è l'album di debutto della band Damageplan. New Found Power era anche il nome originale del gruppo. Molte canzoni di questo album hanno chiari riferimenti allo stile dei Pantera e di Phil Anselmo. Nel disco ci sono anche due ospiti; il brano Fuck You è cantato da Corey Taylor (Slipknot) e la finale Soul Bleed è suonata da Darrell in compagnia di Zakk Wylde.

## Tracce
1. Wake Up
2. Breathing New Life
3. New Found Power
4. Pride
5. Fuck You
6. Reborn
7. Explode
8. Save Me
9. Cold Blooded
10. Crawl
11. Blink of an Eye
12. Blunt Force Trauma
13. Moment of Truth
14. Soul Bleed

## Formazione
- Dimebag Darrell - chitarra
- Vinnie Paul - batteria
- Patrick Lachman - voce
- Bob Zilla - basso